# CAC Engineering
CAC Engineering ist ein international agierendes Unternehmen für Anlagenbau und Verfahrenstechnik. Das Leistungsportfolio des Unternehmens umfasst sämtliche Engineering-Leistungen, von der Planung bis hin zur Inbetriebnahme von Anlagen der chemischen Industrie. Die Schwerpunkte der Geschäftsfelder liegen in den Bereichen: Chlor-Alkali-Elektrolyse, Schwefelsäure, Erdgasspeicherung, Raffinerietechnik, Petrochemie und Erdgasaufbereitung. Der Chemieanlagenbau verfügt über Standorte in sechs Ländern und hat seinen Hauptsitz in Chemnitz/Sachsen.

## Geschichte

### Unternehmensgeschichte bis zum Ersten Weltkrieg

#### Unternehmensgründung zu Zeiten der Industriellen Revolution

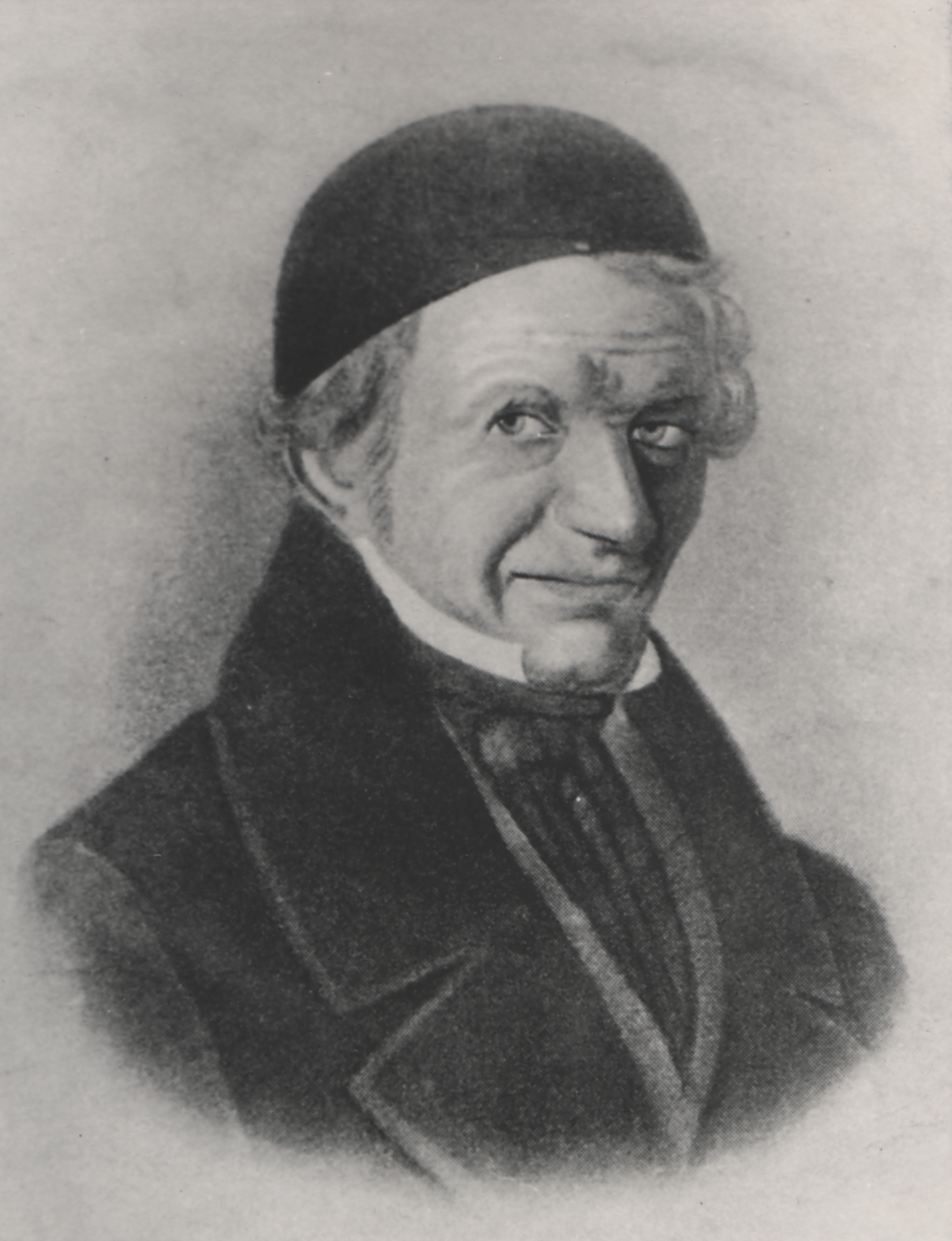
Firmengründer Johann Samuel Schwalbe

Am 19. April 1811 gründete Johann Samuel Schwalbe (* 18. März 1778 in Brand; † 4. Juli 1845 in Chemnitz) die Maschinenbaufabrik „J. S. Schwalbe“ in Chemnitz. Mit dem Wechsel von seinem ursprünglichen Zimmermannshandwerk hin zum Bau von Spinn- und Krempelmaschinen zeigte Schwalbe sein Gespür für das Potential der aufstrebenden Maschinenbaubranche.
Im Vorfeld der Gründung seines eigenen Unternehmens eignete sich Schwalbe in verschiedenen Betrieben der Chemnitzer Region notwendiges maschinenbauspezifisches Wissen an. Außerdem kam ihm seine Ausbildung als Zimmermann zugute (Maschinen bestanden Anfang des 19. Jahrhunderts bis auf wenige metallische Kleinteile aus Holz). Dank der positiven wirtschaftlichen Entwicklung seiner Firma konnte er expandieren und eine eigene Baumwollspinnerei aufbauen.
Innerhalb der folgenden Jahre erweiterte sich das Absatzgebiet der sächsischen Textil- und Maschinenbauwirtschaft. Schwalbe profitierte von dieser Entwicklung und konnte 1828 sein Unternehmen weiter ausbauen – dieses Mal mit einer neu errichteten Spinnerei, die mit Wasserkraft angetrieben wurde, im südlich von Chemnitz gelegenen Burkhardtsdorf. Da sich der Firmeninhaber nicht gleichzeitig um zwei Werkstätten kümmern konnte, übertrug Schwalbe seinem ältesten Sohn Friedrich August die Leitung der neuen Niederlassung, die später nach Gornsdorf verlegt wurde.
Trotz Kontinentalsperre konnte Schwalbe mit einem in zwei Jahrzehnten gewachsenen Unternehmen stabile Erfolge verzeichnen. So baute der Firmeninhaber in den 1830er Jahren weitere Spinnereien und Manufakturen und konnte diese entweder gewinnbringend veräußern, beziehungsweise seinen drei Söhnen Friedrich August, Christian Eduard und Franz Louis zur Weiterführung überlassen. Er widmente sich auch der Verfeinerung seiner mechanischen Anlagen, so brachte er leistungsfähigere Maschinen auf den Markt, die nicht mehr von Hand betrieben wurden, sondern fortschrittliche Antriebsarten wie Dampf, Wasser oder Göpel nutzten. Dabei waren seine Söhne Friedrich August und Christian Eduard Fabrikleiter der Zweigstellen in Gornsdorf und Rochsburg. Der Jüngste, Franz Louis, trat 1839 in den väterlichen Betrieb ein. Der gelernte Maschinenbauer wurde am 7. November Teil des Unternehmens, das seit diesem Tag unter dem Namen „J. S. Schwalbe & Sohn“ firmierte. Im Vorfeld hatte der damals 25-jährige Franz Louis eine fundierte Ausbildung erfahren und neben praktischen Aufenthalten in Italien sein theoretisches Wissen an der Technischen Hochschule in Dresden ausgebaut. Nach dem Tod seines Vaters am 4. Juli 1845 führte Franz Louis die Geschicke des Maschinenbaubetriebs allein. Ein Jahr später zog „J. S. Schwalbe & Sohn“ in neue großzügige Fabrikräume in der damaligen Chemnitzer Angergasse ein und rüstete die Anlagen auf Dampfbetrieb um.

#### Politische Umbrüche und ihre Auswirkungen

Maschinenbau und Baumwollenspinnerei von J. S. Schwalbe & Sohn 1856

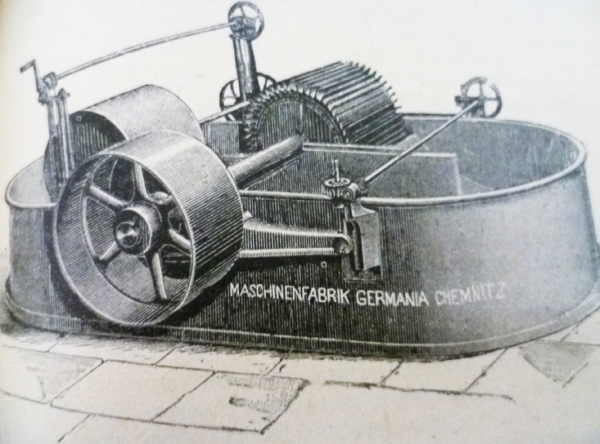
Eine Maschine der Maschinenfabrik Germania (Chemnitz)

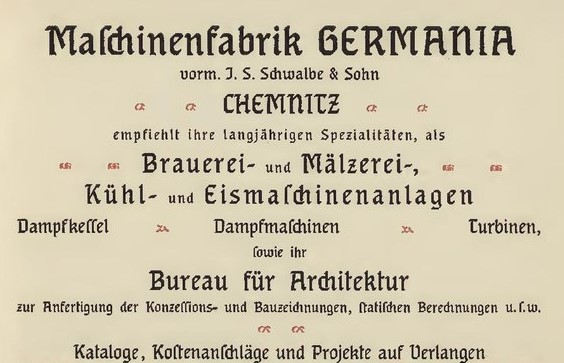
Anzeige auf der Pariser Weltausstellung 1900

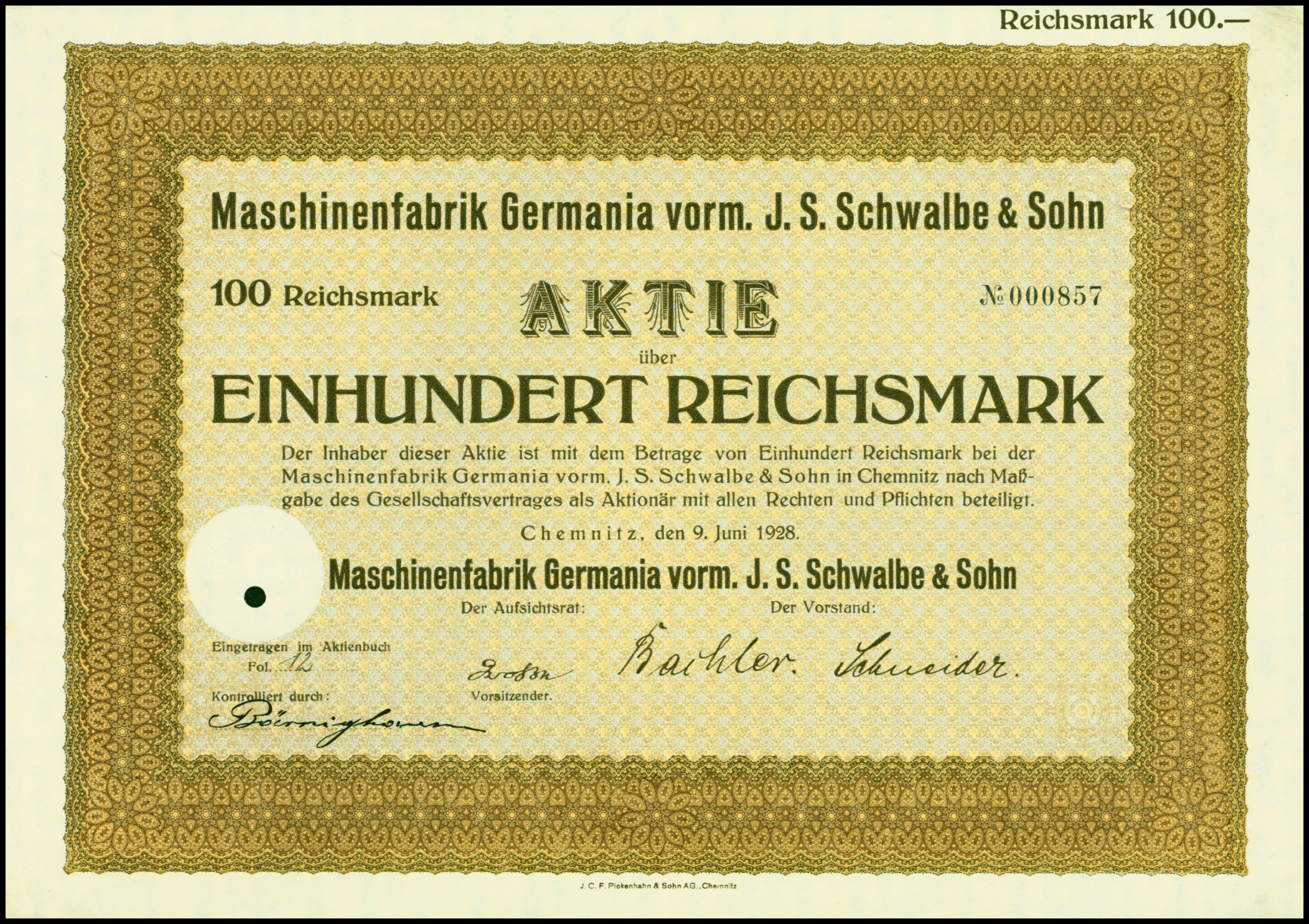
Aktie über 100 RM der „Maschinenfabrik Germania vorm. J. S. Schwalbe & Sohn“ vom 9. Juni 1928

Nach der Deutschen Revolution nutzte Franz Louis Schwalbe die Jahre des Aufbruchs und entschied sich für den Erwerb eines größeren Firmendomizils an der heutigen Fabrikstraße, in dem nun die Spinnereianlagen mit dem Maschinenbauzweig kombiniert untergebracht werden konnten. Neu hinzugefügt wurden Anlagen zur Herstellung von Textilien, die die bereits vorhandenen Spinnereianlagen erweiterten. Um sich von wirtschaftlichen Schwankungen der Baumwollindustrie unabhängig zu machen, beschloss der Sohn des Firmengründers, sein Portfolio zu ergänzen. Ende der 1850er Jahre begann demnach die Herstellung von Maschinen für das Brauerei- und Mälzereigewerbe durch die Firma Schwalbe. Die Entscheidung für den Ausbau des Tätigkeitsfeldes kam der Firma „J. S. Schwalbe & Sohn“ zugute, als die Auswirkungen des 1861 begonnenen amerikanischen Sezessionskrieges auch in Deutschland zu spüren waren. Infolge der verteuerten Rohstoffpreise waren viele sächsische Spinnereibetriebe in ihrer Existenz bedroht. Zwar musste „J. S. Schwalbe & Sohn“ ebenfalls wirtschaftliche Einbußen hinnehmen, überstand die Baumwollkrise jedoch nicht zuletzt dank der Abteilung, die Brauereianlagen produzierte. Des Weiteren konnte die Herstellung von Dampfmaschinen begonnen werden.
Am 5. Juni 1870 verstarb der Firmeninhaber Franz Louis Schwalbe nach einem langen Lungenleiden und die nächste Generation, bestehend aus seinen Söhnen Bruno, Richard und Emil, nahm sich der Weiterführung des Chemnitzer Betriebes an. Nachdem er als Soldat aus dem Deutsch-Französischen Krieg 1870/1871 zurückkam, wurde auch der vierte Sohn Otto in die Firma aufgenommen und ersetzte den ältesten Bruder Bruno, der 1871 nach langer Krankheit starb.
In Anpassung an die gegenwärtige wirtschaftliche Situation und die langfristigen Auswirkungen der US-amerikanischen Baumwollkrise gab „J. S. Schwalbe & Sohn“ den Produktionszweig Spinnmaschinenbau auf und ersetzte diese Abteilung mit der Herstellung von Anlagen für Mühlen und Zementfabriken sowie Turbinen und Wasserrädern. Darüber hinaus stellte „J. S. Schwalbe & Sohn“ fortan auch Dampfkessel her – 1872 wurde eine Eisengießerei mit angeschlossener Metallgießerei in Betrieb genommen und avancierte damit zu einem bedeutenden deutschen Unternehmen.
Das Jahr 1873 markierte eine weitere wichtige Veränderung für den Betrieb: Im Zuge der Umwandlung in eine Aktiengesellschaft änderte sich der Firmenname in „Maschinenfabrik Germania vormals J. S. Schwalbe & Sohn“. Mit dieser formellen Veränderung ging eine weitere räumliche Umstrukturierung einher: Das Firmengelände an der Fabrikstraße wurde um neue Produktionshallen, Kesselhäuser und Einfriedungen erweitert und nach einem Jahr Bauzeit konnte die Modernisierung 1873 abgeschlossen werden. Das erste Jahrzehnt als Aktiengesellschaft war jedoch von wirtschaftlichen Krisenzeiten infolge des Gründerkrachs begleitet.
Mit Beginn des folgenden Jahrzehnts stabilisierte sich das Tagesgeschäft bei Germania wieder, was eine Erweiterung der eigenen Gießerei sowie den Aufbau eines neuen Putzereigebäudes und die Anschaffung größerer Werkzeugmaschinen zur Folge hatte. Des Weiteren verfügte die Maschinenfabrik fortan über ein neues Drehereigebäude und optimierte Maschinen für den Betrieb der Baumwollspinnerei. Als zusätzlicher Zweig der Produktion kamen 1878 Anlagen für Holzschleifereien und Pappenfabriken hinzu. Wenige Jahre später ergänzten die Gebrüder Schwalbe Einrichtungen zur Anfertigung von Eis- und Kühlmaschinen – zunächst arbeitete man nach dem Patent Osenbrück, später nach eigenen Entwicklungen. Emil Schwalbe verließ im Jahr 1885 den Betriebsvorstand, genau wie schon sein Bruder Otto knapp 10 Jahre zuvor, so dass Richard Schwalbe den Betrieb allein als Direktor weiterführte. 1895 veranlasste er die Erweiterung des Firmenumfangs durch den Kauf eines Geländes in Altchemnitz, auf dem eine neue Kesselschmiede mit Gleisanschluss entstand. Durch diesen Neubau konnte man sich in der Hauptfabrik verstärkt der Herstellung von Kühl- und Dampfanlagen widmen.
Im Vergleich zu anderen Unternehmen aus der Textilindustrie und dem Anlagenbau überstand die Maschinenfabrik Germania die konjunkturschwachen ersten Jahre des 20. Jahrhunderts mehr oder minder gut. Das Exportgebiet erstreckte sich weiterhin nicht nur auf Metropolen im europäischen Raum, sondern auch auf Südamerika sowie Russland, Japan und Australien. Die Zeit des Ersten Weltkrieges hatte gravierende Auswirkungen auf die Firmenentwicklung der Chemnitzer Maschinenfabrik Germania.

### Zwischenkriegszeit und Zweiter Weltkrieg

#### Zeit nach dem Ersten Weltkrieg
Nach 1918 lag das Hauptaugenmerk auf der Herstellung von Brauereianlagen und Kühlvorrichtungen. Auch die Lieferungen in außereuropäische Länder konnten weitergeführt werden – so gingen unter anderem umfangreiche Brauereianlagen auf die Reise nach Japan.
Mit dem Jahresende 1928 sah sich die Chemnitzer Maschinenbaufirma in wirtschaftlichen Schwierigkeiten und war dazu gezwungen, den Betrieb zu verkleinern. Um stetig wachsenden Schulden entgegenzuwirken, wurde das firmeneigene Grundstück an die Stadt Chemnitz veräußert. Die Produktion der Germania lief am alten Standort weiter – mit dem Unterschied, dass das Domizil nun gemietet wurde und nicht mehr der Maschinenfabrik gehörte. Die Maschinenfabrik Germania war ab 1930 dazu gezwungen, sowohl die Arbeitszeiten zu verkürzen als auch Mitarbeiter zu entlassen. Allen widrigen Umständen zum Trotz wurde am 9. Oktober 1930 ein Kaufvertrag abgeschlossen, der den Dampfmaschinen-, Kompressoren- und Pumpenbau der sächsischen Maschinenfabrik, vormals Richard Hartmann AG, an die Maschinenfabrik Germania angliederte. Nach der offiziellen Übereignung erhielt die Germania sämtliche Konstruktionsunterlagen des aufgekauften Unternehmens und verfügte somit sowohl auf der Planungs- als auch auf der Fertigungsseite über eine vollständige Abteilung für Großmaschinenbau.

#### Anhaltende wirtschaftliche Probleme und politischer Umbruch
Der wirtschaftliche Abstieg gipfelte 1933 in der Machtübernahme durch die Nationalsozialisten. Zunächst wirkte sich dieser politische Wechsel für die Geschäfte der Maschinenfabrik Germania günstig aus. Das Chemnitzer Unternehmen verzeichnete einen Auftragszuwachs von 30 Prozent und die Zahl der Beschäftigten stieg um 38 Prozent. Zudem markierte 1933 den Beginn der Produktion von Gewindeschneid- und Revolverdrehmaschinen in der Maschinenfabrik Germania. Die dennoch anhaltenden wirtschaftlichen Probleme erzwangen im Oktober 1936 die Entscheidung, die Produktion von Brauereianlagen und Wasserturbinen aufzugeben. Künftig wurden auch keine Klein-, Eis- und Kältemaschinen mehr hergestellt. Dadurch konnte sich die Maschinenfabrik Germania auf den Ausbau der noch vorhandenen Zweige konzentrieren. Der Fokus lag dabei auf der Produktion von Dampfmaschinen.
Als sich das Tagesgeschäft der Maschinenfabrik Germania zu stabilisieren begann, stand Deutschland vor einer neuen Umbruchsituation, dem Zweiten Weltkrieg. Die Maschinenfabrik Germania erhielt zu Kriegsbeginn Aufträge, welche die nationale Rüstungsindustrie unterstützten. Außerdem fanden sich in den Auftragsbüchern Projekte, die mit der Herstellung von Werkzeugmaschinen und Kälteanlagen den Wiederaufbau nach dem herbeigesehnten Kriegsende beschleunigen sollten. Während des Zweiten Weltkriegs produzierte die Maschinenfabrik Germania neben Torpedoluftkesseln und Granatenböden auch Werkzeugmaschinen. Um die Kriegslieferungen trotz abgezogener Fabrikarbeiter bewerkstelligen zu können, mussten andere Produktionszweige zurückgestellt werden. So wurden beispielsweise der Kälteanlagen- und der Kompressorenbau auf ein Minimum begrenzt. Wichtigstes Standbein der laufenden Fertigung war jedoch der Werkzeugmaschinenbau. Neben verschiedenen Modellen von Revolverdrehbänken kamen auch Gewindeschneidmaschinen und Gewindeschneidköpfe zur Auslieferung, so dass die Serienproduktion zufriedenstellend lief.
Vor den verheerenden Luftangriffen vom März 1945 verlagerte die Betriebsleitung der Germania-Fabrik einen Großteil der wertvollen Produktionsmaschinen mit Güterzügen in Richtung Westen. Bei den Bombenabwürfen auf Chemnitz wurde jedoch das Hauptwerk der Maschinenfabrik Germania vollständig zerstört.

### Nachkriegsentwicklungen

#### Wiederaufbau nach dem Zweiten Weltkrieg
Ab Mitte 1945 beschränkte sich das Produktangebot auf Schaufeln, Hacken, Maurerkellen, Luftpumpen, Schrotmühlen sowie Kleinteile für den Bergbau und ähnliche Bedarfsartikel aus vorhandenem Material, da vorerst keine Großanlagen produziert werden konnten.
Ein Volksentscheid am 30. Juni 1946 bewirkte, dass die Maschinenfabrik Germania, wie mehr als 1.000 weitere Betriebe, in Volkseigentum überging und als VEB Germania weiter existierte. Durch die vereinbarten Reparationsleistungen an die Sowjetische Besatzungsmacht kam die Produktion des Betriebes 1947 wieder in Schwung. Mit den vorhandenen Maschinen war es der Germania möglich, verschiedene Aufträge umzusetzen – beispielsweise die Produktion von Rollöfen oder die Herstellung von Drehrohröfen für die Zementindustrie. Ein weiterer lukrativer Fabrikationszyklus wurde durch die anlaufende Kühlzugproduktion garantiert. Die fertigen Anlagen waren quasi fahrende Kühlhäuser, wobei der gesamte Fabrikationsablauf von der Projektierung über die Konstruktion bis hin zur Herstellung der Kühlaggregate und anderen Zubehörs sowie der Montage in Waggons in den Händen des VEB Germania lag. Bei der Kühlzugproduktion handelte es sich um eine Serienproduktion, die für eine vollständige Auslastung der Produktionstätigkeit des Betriebes sorgte. Parallel zu diesen Entwicklungen wurde am 7. Oktober 1949 die Deutsche Demokratische Republik gegründet. Am 10. Mai 1953 änderte sich wiederum der Firmenname in VEB Germania Karl-Marx-Stadt, als die Stadt Chemnitz in Karl-Marx-Stadt umbenannt wurde.

#### Entwicklung der chemischen Industrie in der DDR und nach 1989
Auf der 1. Chemiekonferenz im November 1958 wurde die Gründung eines neuen Industriezweigs, dem Chemieanlagenbau, beschlossen. Dieser Beschluss hatte ebenso Auswirkungen auf die weitere Entwicklung des VEB Germania, da die Produktion sich zukünftig in die beiden Bereiche Anlagenbau und Apparatebau unterteilte. Der 1. Oktober 1959 markiert die Geburtsstunde des Anlagenbaus im VEB Germania. Dieser Bereich setzte in den ersten Jahren seiner Tätigkeit vor allem Fremdprojekte um. Jedoch wurde er auch mit Großaufträgen betraut, wie dem Bau eines Düngemittelkomplexes für das Erdölverarbeitungswerk in Schwedt und weiteren umfangreichen Anlagenprojekten in Leuna, Rodleben und Zeitz. 1968 erhielt der Anlagenbau Karl-Marx-Stadt seinen ersten Exportauftrag über die Lieferung einer Anlage nach Nowotscherkassk in Südrussland.
Neben dem Anlagenbau konzentrierte sich die Arbeit des VEB Germania parallel auf die Herstellung von Apparaten für die chemische Industrie. Im Laufe der 1960er Jahre wurde die Produktion in den Bereichen Kompressorenbau, Wasserturbinenbau und Wasserstahlbau gleichermaßen reduziert, wie die Herstellung von Werkzeugmaschinen, Kühlanlagen und Kühlzügen (in Zusammenarbeit mit Waggonbau Dessau). Fortan produzierte der VEB Germania Karl-Marx-Stadt Kolonnen inklusive der nötigen Einbauten ebenso wie Druck- und Hochdruckapparate, Druckwärmetauscher und Behälter. Ab 1965 fand eine Spezialisierung des Produktionsportfolios statt. So lag der Fokus nun auf dem Werkstoffeinsatz und der Schweißtechnik. Der Apparatebau der Germania befand sich jedoch 1969 in einer Krise. Trotz der im Anlagenbau erwirtschafteten Gewinne konnten die Verluste im Apparatebau nicht kompensiert werden. Aus diesem Grund wurde ein Solidaritätsprogramm ins Leben gerufen, an dem sich alle DDR-Unternehmen des chemischen Anlagenbaus beteiligten. So trugen unter der Leitung des VVB Chemieanlagen mehrere Betriebe, beispielsweise die Maschinenfabrik Sangerhausen, die MAG Grimma, der Chemieanlagenbau Staßfurt sowie der Chemieanlagenbau Rudisleben und der Tank- und Apparatebau Fürstenwalde, dazu bei, dass der VEB Germania Karl-Marx-Stadt wieder Aufwind bekam.
Die 1970er Jahre waren für den Anlagenbau der Germania ein Jahrzehnt mit wichtigen und umfangreichen Exportaufträgen. 1974 erhielt der Betrieb den Auftrag, Sondierungen im Moskauer Ministerium für Erdölindustrie durchzuführen. Dabei sollte ein Programm zur strukturellen Entwicklung in West-Sibirien entwickelt werden. Basierend auf den gewonnenen Erkenntnissen übernahm der VEB Germania Karl-Marx-Stadt die Produktion von 26 Anlagen für die Erdölaufbereitung. Da die in Auftrag gegebene Serienproduktion ungewohnt umfangreich war, zeichnete sich die Notwendigkeit eines internen Investitionsprogramms ab. Im Zuge dieser Investitionen erhielt der Anlagenbau Karl-Marx-Stadt ein eigenes Gebäude im Stadtzentrum von Karl-Marx-Stadt (Neubau erfolgte ab 1979).
Mitte der 1970er wurde die über mehrere Jahrzehnte in den Hintergrund gerückte Tradition der Brauereianlagenherstellung im VEB Germania wiederbelebt, als man von regionalen Brauereien Anfragen nach Gär- und Braubehältern erhielt. 1991 wurde die Behälterfertigung im VEB Germania dann endgültig eingestellt.
Bevor sich die politische Situation ab 1989 in Deutschland veränderte, waren unter dem Dach des Anlagenbaus Karl-Marx-Stadt mehr als 300 Mitarbeiter beschäftigt. Das 1980 bezogene neue Anlagenbau-Gebäude in der Augustusburger Straße im Zentrum der Stadt wurde kurz vor der Wende erweitert. Trotz der noch 1989 getätigten Exporte zeichnete sich eine Lähmung in der Wirtschaft ab, es kam immer seltener zur Vergabe von Aufträgen. Der Anlagenbau Karl-Marx-Stadt erfüllte in dieser Zeit hauptsächlich die vor dem politischen Umbruch abgeschlossenen Exportverträge.
1989 wurde Kontakt zu dem Frankfurter Technologieunternehmen Lurgi AG  aufgenommen. Die beiden Unternehmen kannten sich bereits durch die gemeinsame Umsetzung einer Chemieanlage in Leuna, Anfang der 1980er Jahre. Zunächst unterstützte die Lurgi AG den Anlagenbau Karl-Marx-Stadt bei der Herauslösung aus dem Verband des Chemieanlagenbaukombinats Leipzig-Grimma. Dafür wurde am 1. Januar 1990 der VEB Anlagenbau Karl-Marx-Stadt gegründet, der wenig später in Chemnitzer Anlagenbau GmbH umbenannt wurde. Am 13. Juni 1991 erfolgten dann der rückwirkende Verkauf und die Abtretung des Geschäftsteils der Chemnitzer Anlagenbau GmbH zum 1. Juli 1990 von der Treuhandgesellschaft an die Lurgi AG. Seit diesem Tag firmierte das Unternehmen unter dem Namen Lurgi Anlagenbau Chemnitz GmbH.

### Die 2000er-Jahre
Der Weg in das neue Jahrtausend begann für den Chemnitzer Anlagenbau mit einigen Umstrukturierungen. Der 1. Oktober 1999 markierte den Übergang zur Lurgi Life Science GmbH. Diese strategische Geschäftseinheit entstand aus der Verschmelzung der Lurgi Life Science GmbH und dem Chemnitzer Lurgi-Unternehmen und hatte Tochtergesellschaften in Malaysia, der Volksrepublik China, den USA sowie in der Schweiz. Das neue Unternehmen spezialisierte sich unter anderem auf den Bau schlüsselfertiger Anlagen für die Pharmaindustrie und die Nahrungsmittelbranche.
Trotz vorhandener Aufträge in den Jahren zwischen 2000 und 2004 lief der Großanlagenbau der Lurgi AG nicht zufriedenstellend. Zwar nahm man unter dem Druck der Konzernleitung Aufträge an, die den Auftragseingang sicherten, jedoch brachten diese Projekte von vornherein Verluste mit sich. So stellte der Bau eines Wirkstoffkomplexes durch unerwartete Verzögerungen einen immensen Verlust dar, so dass die Aktien der Metallgesellschaft folglich an Wert verloren. Ende 2003 sollte der für die Lurgi AG unrentable Geschäftszweig Anlagenbau am Standort Chemnitz aufgegeben werden. Da sich keine Käufer fanden, wurde eine Umstrukturierung inklusive Mitarbeiterabbau geplant. Zudem sollte die Holding-Struktur aufgelöst werden, so dass die Einzelunternehmen Lurgi Öl-Gas-Chemie GmbH und Lurgi Life Science GmbH mit der Aktiengesellschaft verschmelzen. Nach einer viermonatigen Verhandlungsphase konnte die Schließung des Chemnitzer Standortes durch ein Management-Buy-out verhindert werden. Die offizielle Gründung der Chemieanlagenbau Chemnitz GmbH erfolgte zum 1. April 2004. Dabei wurde ein Familienunternehmen etabliert, wie es in ähnlicher Form knapp 200 Jahre zuvor bei Johann Samuel Schwalbe und seinem Sohn Franz Louis der Fall gewesen war, denn Joachim Engelmann und sein Sohn Jörg sind seit dieser Zeit Geschäftsführer und gleichzeitig Gesellschafter.
Bereits ein Jahr nach der Neugründung expandierte das Chemnitzer Anlagenbauunternehmen. Die Wiesbadener Firma HUGO PETERSEN wurde als Tochter in die Chemieanlagenbau Chemnitz GmbH integriert. Mit der Eingliederung des 1906 von Hugo Petersen in Berlin gegründeten Unternehmens konnte ein Kompetenzzentrum für Schwefelsäuretechnologie und Gasreinigung geschaffen werden.
Im April 2006 bereicherte eine weitere Firma den Verbund des Chemnitzer Chemieanlagenbaus. Zu diesem Zeitpunkt wurde die Chemieanlagenbau Chemnitz GmbH Hauptaktionär der BiPro-Tech Sp. Z. o.o mit Sitz in Krakau. Mit der Übernahme des polnischen Unternehmens, welches sich seit 2006 mit Dienstleistungen im Bereich der technologischen Projektierung befasste, sollten die Kapazitäten des Unternehmensverbundes ausgebaut werden.
Der 28. April 2009 markiert den Eintritt einer dritten Tochtergesellschaft. An diesem Tag übernahm die Chemnitzer Geschäftsführung als Hauptaktionär das russische Unternehmen OAO Giproprom Woronesch. Mit dieser Integration wurde das Leistungsportfolio um die Bau- und Stahlbauprojektierung, Generalprojektierung von Industrieanlagen sowie Hilfs- und Nebenanlagen erweitert. Dieses Unternehmen wurde 2015 geschlossen. Seit 2018 sind synthetische Kraftstoffe ein wichtiges Geschäftsfeld der CAC.
Seit dem Jahr 2024 firmiert die Gesellschaft unter dem Namen CAC ENGINEERING GMBH.

## Geschäftsfelder
- Chlor-Alkali-Elektrolyse
- Schwefelsäureanlagen
- Erdgasspeicher
- Raffinerietechnik
- Petrochemie
- Erdgasaufbereitung

## Kennzahlen
|                                                        | 2004 | 2005 | 2006 | 2007 | 2008 | 2009 | 2010 | 2011 |
| ------------------------------------------------------ | ---- | ---- | ---- | ---- | ---- | ---- | ---- | ---- |
| Umsatz in Mio. € 1                                     | 23,4 | 12,7 | 49,4 | 67,3 | 10,8 | 39,4 | 11,5 | 74,0 |
| Durchschnittliche Mitarbeiterzahl am Standort Chemnitz | 168  | 186  | 219  | 229  | 233  | 243  | 243  | 245  |

## Standorte

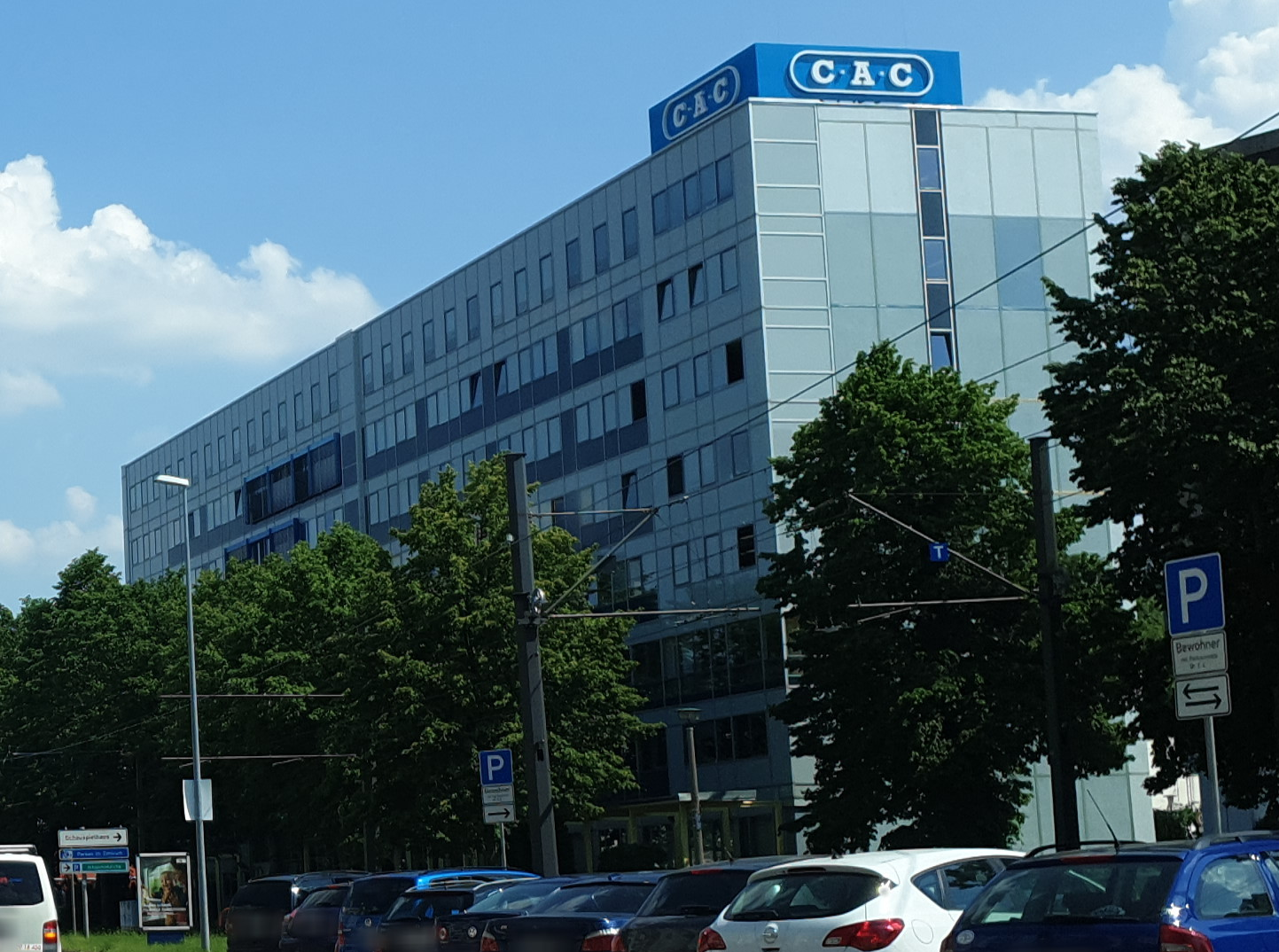
Hauptsitz in Chemnitz

### Hauptsitz Deutschland
| CAC Engineering |  | Chemnitz, Deutschland |

### Vertretungen im Ausland
| Vertretung Russland   |  | Moskau, Russland   |
| Vertretung Kasachstan |  | Almaty, Kasachstan |
| Vertretung Ukraine    |  | Kiew, Ukraine      |
| Vertretung Belarus    |  | Minsk, Belarus     |

### Tochtergesellschaften
| Hugo Peterson GmbH    |  | Wiesbaden, Deutschland |
| BiProTech Sp. z o. o. |  | Krakau, Polen          |